# Sechellophryne
Sechellophryne é um gênero de anfíbio da família Sooglossidae, cujas espécies são endêmicas das ilhas Mahé e Silhouette, nas Ilhas Seychelles.

## Taxonomia
Foi descrito em 2007 pelos pesquisadores Ronald A. Nussbaum e  Sheng-Hai Wu, após uma analise detalhada do gênero Sooglossus, onde foi observado sua vocalização, suas aloenzimas e seu cariótipo, sendo percebido que as espécies S. gardineri e S. pipilodryas possuíam diferenças marcantes das outras espécies, que permitiriam ser enquadradas em um gênero a parte. Seu epíteto genérico deriva da aglutinação das palavras francesa Sechelles, que se refere a algo oriundo das Ilhas Seychelles, e grega phryne, que significa "sapo", tendo como tradução livre "sapo das Seychelles".
No mesmo ano de sua descrição original, os pesquisadores Arie van der Meijden, Renaud Boistel, Justin Gerlach, Annemarie Ohler, Miguel Vences, Axel Meyer chegaram a mesma conclusão e criaram o gênero Leptosooglossus, porém devido a ele já ter sido criado meses antes, o primeiro é usado em primazia deste, que é tratado como um sinônimo. Este nome provem da aglutinação das três palavras gregas lepton (pequeno), soos (sadio) e glossa (língua).

## Descrição e comportamento
Podem ser diferenciados dos outros anuros devido a possuir as membranas interdigitais pequenas nas patas traseiras e a presença de uma linha preta na lateral do corpo que vai do olho até os membros inferiores. Além disso, medem entre 9,3 e 16,4 milímetros, suas narinas não são salientes, possuem tubérculos menores na região do metacarpo, discos adesivos reduzidos e a pele lisa, exceto nos locais onde há tubérculos no dorso. Não possuem o osso palatino.
Apresentam desenvolvimento direto, ou seja, não apresentam fase larval aquática, com os seus ovos sendo depositados diretamente no chão e em locais escondidos. Após a eclosão, nascem imagos de três a quatro milímetros. A espécie S. gardineri apresenta cuidado parental, cuidando de seus filhotes após o nascimento.

## Espécies
O gênero possui duas espécies descritas conhecidas:
- Sechellophryne gardineri (Boulenger, 1911)
- Sechellophryne pipilodryas (Gerlach and Willi, 2002)